# Keuper

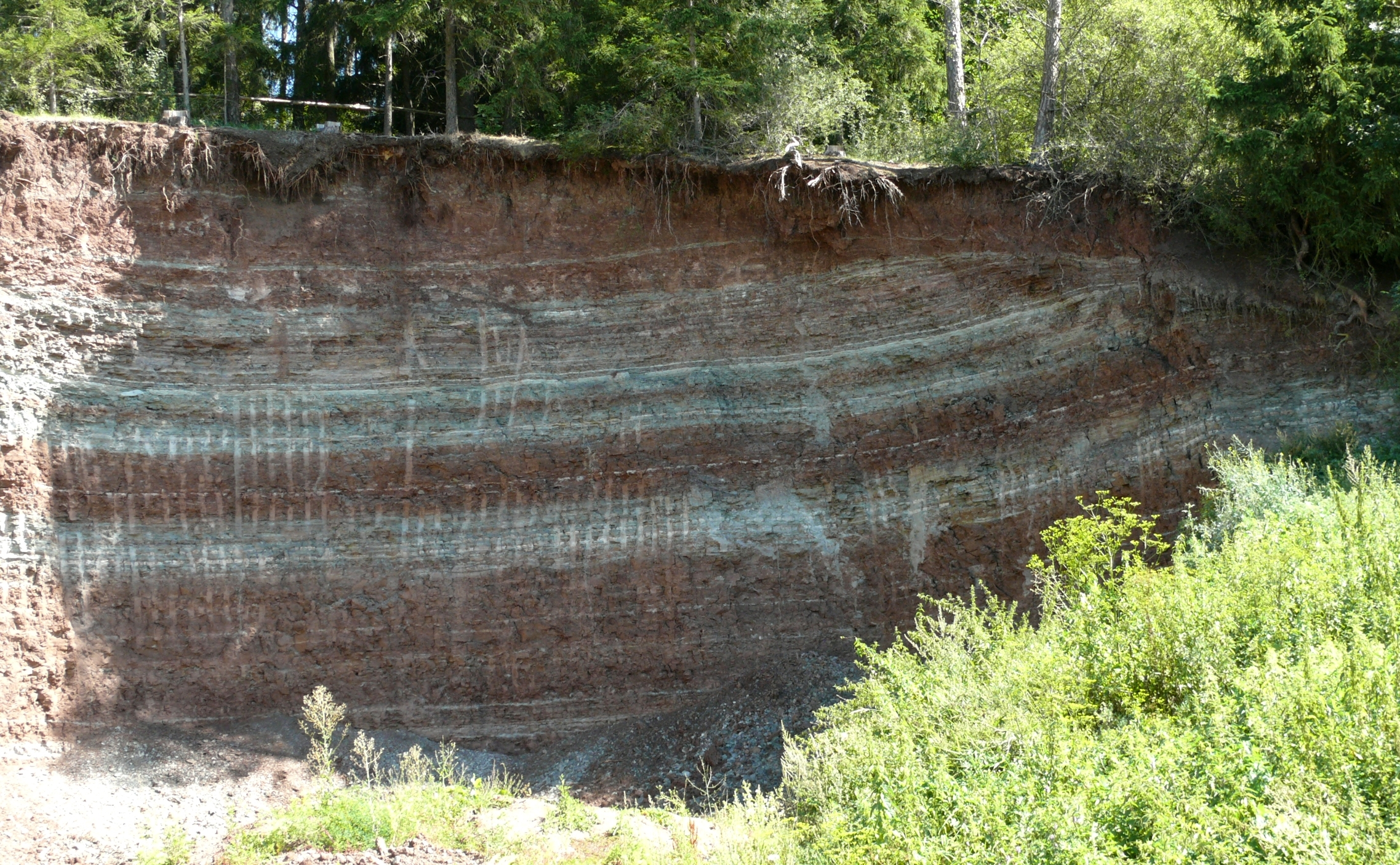
Aflorament d'estrat del Keuper

El Keuper és un conjunt de fàcies sedimentàries d'origen continental dipositats entre el Ladinià i el Retià (Triàsic superior),
depositats per sobre de les fàcies Muschelkalk i sota les del Lias, formats per argiles, evaporites i algun nivell de gres.
Aquestes fàcies afloren en gran part d'Europa. El terme procedeix d'un dialecte fràncic i significa «lutita trencadissa», tot i que sovint s'explica com una derivació del nom de la localitat alemanya homònima.